# آبیسوسور
آبیسوسور(نام علمی: Abyssosaurus) نام یک سرده از راسته پلسیوسور است.